# WTA Dallas

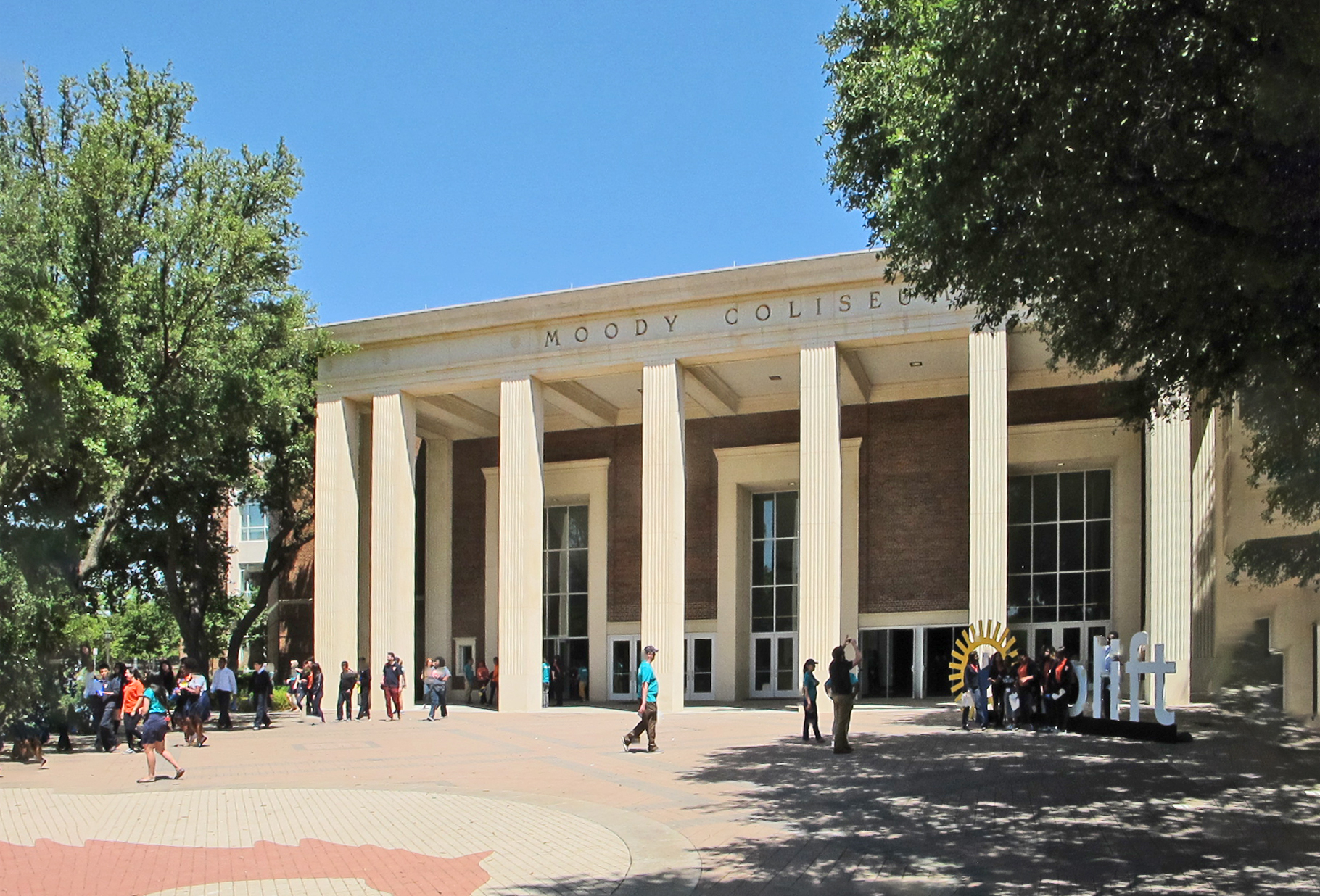
Im Moody Coliseum fand das Turnier von 1975 bis 1989 statt.

Das WTA Dallas (offiziell: Texas Tennis Open) war ein Damen-Tennisturnier der WTA Tour, das von 1972 bis 1989 in der Stadt Dallas, Texas, ausgetragen wurde. 2011 und 2012 fand das Turnier in Grapevine in der Nähe von Dallas statt.
Von 1975 bis 1989 fand es im Moody Coliseum statt.
Offizielle Namen des Turniers:
- 1972–1974: Maureen Connolly Memorial
- 1975–1978: Virginia Slims of Dallas
- 1979–1982: Avon Champ’s, Dallas
- 1983–1989: Virginia Slims of Dallas
- 2011–2012: Texas Tennis Open

Bodenbelag:
- 1972–1989: Teppich (Halle)
- seit 2011: Hartplatz (Freiplatz)

## Siegerliste

### Einzel
| Jahr                         | Siegerin            | Finalgegnerin       | Ergebnis      |
| ---------------------------- | ------------------- | ------------------- | ------------- |
| 1972                         | Nancy Richey        | Billie Jean King    | 7:6, 6:1      |
| 1973                         | Virginia Wade       | Evonne Goolagong    | 6:4, 6:1      |
| 1974                         | Chris Evert         | Virginia Wade       | 7:5, 6:2      |
| 1975                         | Virginia Wade       | Martina Navrátilová | 2:6, 7:6, 6:3 |
| 1976                         | Evonne Cawley       | Martina Navratilova | 6:1, 6:1      |
| 1977                         | Sue Barker          | Terry Holladay      | 6:1, 7:6      |
| 1978                         | Evonne Cawley       | Tracy Austin        | 4:6, 6:0, 6:2 |
| 1979                         | Martina Navratilova | Chris Evert-Lloyd   | 6:4, 6:4      |
| 1980                         | Martina Navratilova | Evonne Cawley       | 6:3, 6:2      |
| 1981                         | Martina Navratilova | Pam Shriver         | 6:2, 6:4      |
| 1982                         | Martina Navratilova | Mima Jaušovec       | 6:3, 6:2      |
| 1983                         | Martina Navratilova | Chris Evert-Lloyd   | 6:4, 6:0      |
| 1984                         | Hana Mandlíková     | Kathy Jordan        | 7:6, 3:6, 6:1 |
| 1985                         | Martina Navratilova | Chris Evert-Lloyd   | 6:3, 6:4      |
| 1986                         | Martina Navratilova | Chris Evert-Lloyd   | 6:2, 6:1      |
| 1987                         | Chris Evert-Lloyd   | Pam Shriver         | 6:1, 6:3      |
| ↓ Kategorie: Tier III ↓      |                     |                     |               |
| 1988                         | Martina Navratilova | Pam Shriver         | 6:0, 6:3      |
| 1989                         | Martina Navratilova | Monica Seles        | 7:6, 6:3      |
| ↓ Kategorie: International ↓ |                     |                     |               |
| 2011                         | Sabine Lisicki      | Aravane Rezaï       | 6:4, 6:2      |
| 2012                         | Roberta Vinci       | Jelena Janković     | 7:5, 6:3      |

### Doppel
| Jahr                         | Siegerinnen                                | Finalgegnerinnen                | Ergebnis      |
| ---------------------------- | ------------------------------------------ | ------------------------------- | ------------- |
| 1972                         | Rosie Casals Billie Jean King              | Judy Tegart Françoise Dürr      | 6:3, 4:6, 7:5 |
| 1973                         | Evonne Goolagong Janet Young               | Gail Sherriff Virginia Wade     | 6:3, 6:2      |
| 1974                         | María-Isabel Fernández Martina Navrátilová | Karen Krantzcke Virginia Wade   | 6:3, 3:6, 6:3 |
| 1975                         | Françoise Dürr Betty Stöve                 | Julie Anthony Mona Schallau     | 7:6, 6:2      |
| 1976                         | Mona Guerrant Ann Kiyomura                 | Marita Redondo Greer Stevens    | 6:3, 4:6, 6:4 |
| 1977                         | Martina Navratilova Betty Stöve            | Kerry Reid Greer Stevens        | 6:2, 6:4      |
| 1978                         | Martina Navratilova Anne Smith             | Evonne Cawley Betty Stöve       | 6:3, 7:6      |
| 1979                         | Martina Navratilova Anne Smith             | Chris Evert-Lloyd Rosie Casals  | 7:6, 6:2      |
| 1980                         | Billie Jean King Martina Navratilova       | Rosie Casals Wendy Turnbull     | 4:6, 6:3, 6:3 |
| 1981                         | Martina Navratilova Pam Shriver            | Kathy Jordan Anne Smith         | 7:5, 6:4      |
| 1982                         | Martina Navratilova Pam Shriver            | Billie Jean King Ilana Kloss    | 6:4, 6:4      |
| 1983                         | Martina Navratilova Pam Shriver            | Rosie Casals Wendy Turnbull     | 6:3, 6:2      |
| 1984                         | Leslie Allen Anne White                    | Sandy Collins Elizabeth Sayers  | 6:4, 5:7, 6:2 |
| 1985                         | Barbara Potter Sharon Walsh                | Marcella Mesker Pascale Paradis | 5:7, 6:4, 7:6 |
| 1986                         | Claudia Kohde-Kilsch Helena Suková         | Hana Mandlíková Wendy Turnbull  | 4:6, 7:5, 6:4 |
| 1987                         | Mary-Lou Piatek Anne White                 | Elise Burgin Robin White        | 7:5, 6:3      |
| ↓ Kategorie: Tier III ↓      |                                            |                                 |               |
| 1988                         | Lori McNeil Eva Pfaff                      | Gigi Fernández Zina Garrison    | 2:6, 6:4, 7:5 |
| 1989                         | Mary Joe Fernández Betsy Nagelsen          | Elise Burgin Rosalyn Fairbank   | 7:6, 6:3      |
| ↓ Kategorie: International ↓ |                                            |                                 |               |
| 2011                         | Alberta Brianti Sorana Cîrstea             | Pauline Parmentier Alizé Cornet | 7:5, 6:3      |
| 2012                         | Marina Eraković Heather Watson             | Līga Dekmeijere Irina Falconi   | 6:3, 6:0      |